# Axa
Axa (/ˈɑːʃə/; aša) é o termo (correspondente ao Sânscrito védico ṛta) na Língua avéstica para um conceito de extrema importância na teologia e doutrina do Zoroastrismo. Na esfera moral, aša/arta representa o que tem sido chamado de "o conceito confessional decisivo do zoroastrismo."
O significado do termo é complexo com uma gama altamente diferenciada de significados. É comumente resumido de acordo com suas implicações contextuais de 'verdade' e 'retidão', 'ordem' e 'trabalho correto'.
A palavra também é o nome próprio da divindade Axa,  a Amexa Espenta que é a hipóstase ou "gênio" da "Verdade" ou "Retidão". Na Avestá, esta figura é mais comumente referida como Asha Vahishta (Aša Vahišta, Arta Vahišta), "Melhor Verdade".[b] O descendente Persa médio é Ashawahist ou Ardwahisht; na Língua persa Ardibehesht ou Ordibehesht. Nos Gatas, os mais antigos textos do Zoroastrismo e pensados terem sido compostos pelo próprio profeta, raramente é possível distinguir entre o princípio moral e a divindade. Textos posteriores consistentemente usam o epíteto 'Melhor' ao falar da Amexa Espenta, enquanto nos Gatas o adjetivo "melhor" de aša/arta é usado apenas uma vez.[carece de fontes?]